# Jean-Louis Matterel de Saint-Maixent
Jean-Louis Matterel, marquis de Saint-Maixent, né le 5 décembre 1726 à Saint-Hilaire-le-Château (Creuse), mort à une date inconnue, est un aristocrate, un officier et un député français.

## Biographie
Maréchal de camp en retraite, il est élu le 22 mars 1789 député de la noblesse par la sénéchaussée de Guéret aux États généraux, où il se montre hostile à la Révolution.
Il démissionne le 13 octobre 1789 et, ayant obtenu un passeport, émigre l'année suivante.

## Source
- « Jean-Louis Matterel de Saint-Maixent », dans Adolphe Robert et Gaston Cougny, Dictionnaire des parlementaires français, Edgar Bourloton, 1889-1891 [détail de l’édition] Dictionnaire des députés français de 1789 à 1889, tome 5, p. 231 à 240